# 화진초등학교 (울산)
화진초등학교(花津初等學校)는 대한민국 울산광역시 동구 방어동에 있는 초등학교다.

## 학교 연혁
- 1933년 5월 22일 설립인가
- 1934년 4월 1일 방어진공립보통학교 개교
- 1938년 4월 1일 화진공립심상소학교로 개칭[1]
- 1941년 4월 1일 화진공립국민학교로 개칭[2]
- 1947년 4월 1일 방어진동부공립국민학교로 개칭
- 1972년 6월 1일 화진국민학교로 교명 변경
- 1981년 3월 1일 병설유치원(2학급) 설치
- 1989년 3월 1일 특수학급(2학급) 설치
- 1996년 3월 1일 화진초등학교로 교명 변경[3]
- 2019년 3월 1일 제34대 하홍대 교장 취임
- 2020년 2월 14일 제81회 졸업식(졸업생 125명, 총 졸업생 수 13,671명)
- 2020년 3월 1일 42학급(특수반 2학급), 병설유치원 1학급 편성

## 학교 상징
- 교화 - 다정큼나무꽃 : 잎, 줄기, 꽃, 열매가 다정하게 자라는 다정큼나무꽃. 학생, 학부모, 교사가 하나되어 화합하는 화진초를 상징
- 교목 - 소나무 : 지조와 절개의 표상으로 어려운 일에 흔들리거나 굽히지 않는 마음을 상징

## 참고 자료
- 화진초등학교 - 한국교육학술정보원 학교알리미